# Greta Salóme

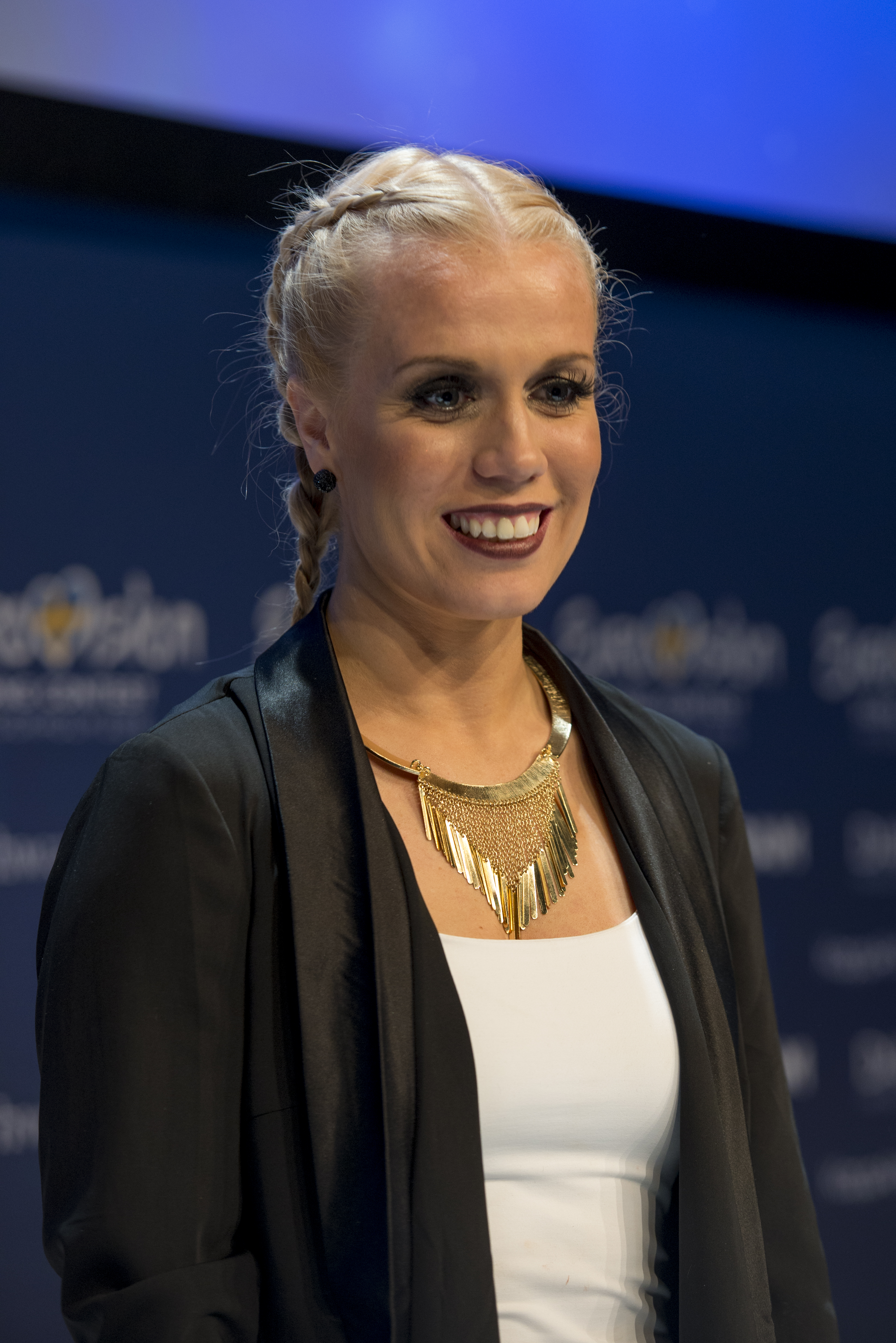
Greta Salóme (2016)

Greta Salóme (eigentl.: Greta Salóme Stefánsdóttir, * 11. November 1986 in Mosfellsbær) ist eine isländische Popsängerin, Komponistin, Songwriterin und Violinistin. Sie spielt außerdem derzeit 2. Violine im Isländischen Sinfonieorchester in Reykjavík.

## Leben und Karriere
Im Alter von vier Jahren begann Greta Violine zu spielen. Seitdem gab sie einige Konzerte im Genre Klassik. Einen besonders hohen Bekanntheitsgrad, vor allem in Island selbst, erlangte die Sängerin durch den Eurovision Song Contest. Viele ihrer Lieder erreichten in den isländischen Charts die Top-20. Salóme schreibt ihre Lieder selbst, oft mit musikalischer Unterstützung von anderen Musikproduzenten. 2016 überarbeitete sie zusammen mit dem britischen Musikproduzenten Ash Howes, der unter anderem Lieder für Ellie Goulding produziert, den Beitrag zum Eurovision Song Contest Hear Them Calling. Salóme ist verlobt.

### 2012 und 2013
Am 11. Februar 2012 gewann sie zusammen mit dem Sänger Jónsi den isländischen Vorentscheid Söngvakepnnín des Eurovision Song Contest, mit dem von ihr geschriebenen Duett Mundu eftir mér. Das Lied war ursprünglich in der Landessprache auf Isländisch komponiert, jedoch entschlossen sie sich den Song in Englisch vorzutragen. Im Halbfinale erfolgreich, konnten sie sich für das vier Tage später stattfindende Finale qualifizieren. Dort landeten sie punktegleich mit Jedward jedoch nur auf Platz 20. Im November 2012 veröffentlichte sie ihr Debütalbum In the Silence mit zehn neuen Liedern.

### 2014 und 2015
Greta Salóme arbeitete von Ende 2013 bis 2015 als Sängerin auf den Disney-Cruise-Line-Schiffen. Sie veröffentlichte 2015 eine isländischsprachige Single mit dem Titel Í dag.

### 2016

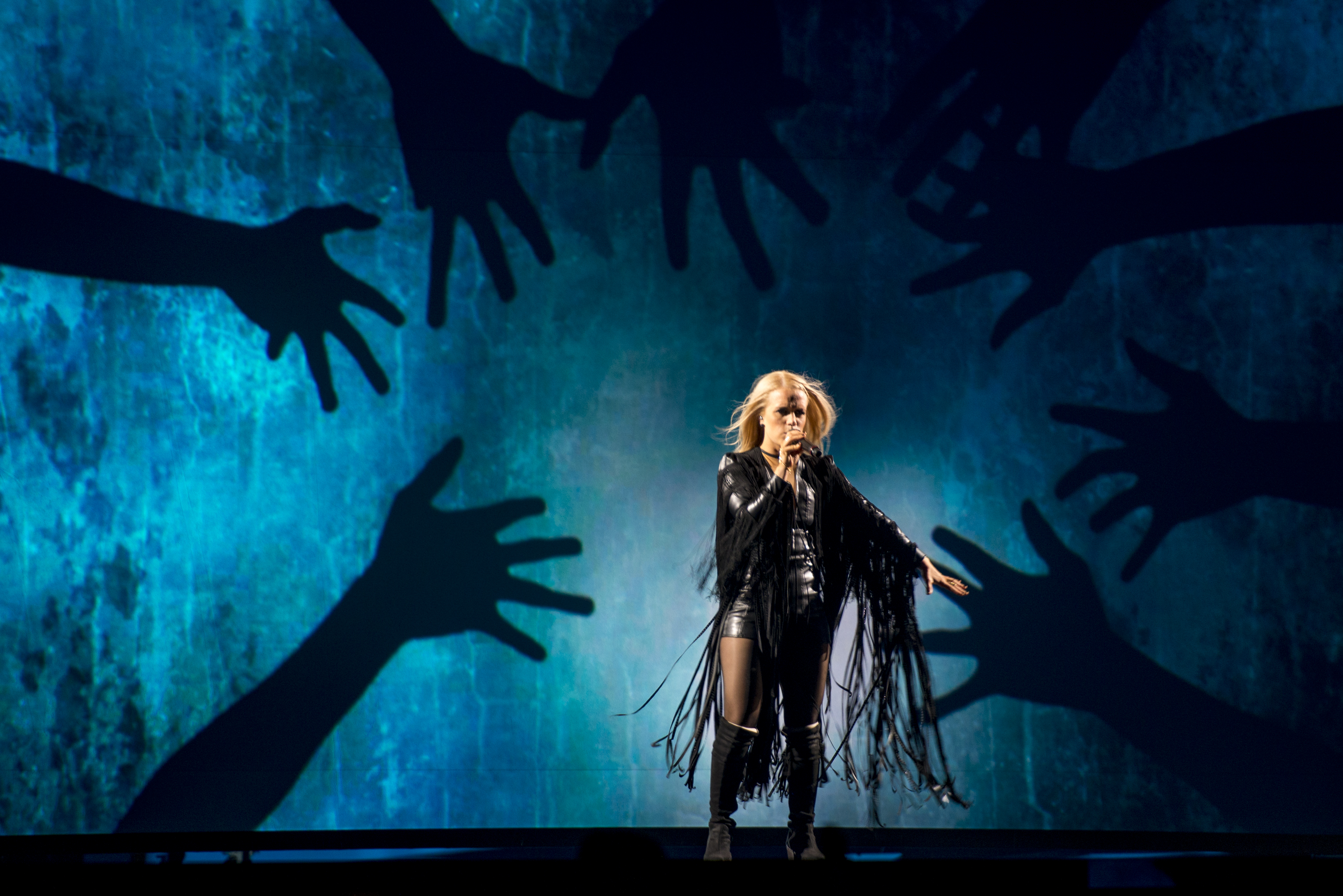
Greta Salóme beim Eurovision Song Contest 2016 in Stockholm

2016 nahm Greta Salóme zum zweiten Mal an der isländischen Vorentscheidung Söngvakeppnín teil. Am 6. Februar 2016 qualifizierte sie sich mit dem Lied Raddirnar für das Finale, welches am 20. Februar 2016 stattfand. Dieses gewann sie mit der englischen Version ihres Titels, Hear Them Calling, mit der sie Island beim Eurovision Song Contest 2016 in Stockholm im ersten Halbfinale vertrat. Die isländische Version ihres Liedes trug den Titel Ráddirnar. Sie konnte sich allerdings nicht für das Finale des Song Contests qualifizieren und belegte im Halbfinale nur Platz 14 von 18, obwohl sie eine hochgehandelte Kandidatin war.
Im August 2016 erschien die englischsprachige Single Row, im Dezember 2016 folgte eine weitere Single mit dem Titel Running Out Of Time. Derzeit arbeitet Salóme an einem zweiten Studioalbum, was sie 2017 veröffentlichen will, so wie sie es via Snapchat mitteilte.

### 2017
Anfang 2017 gab Salóme bekannt, dass sie im März ein gemeinsames Konzert mit Alexander Rybak geben wird. Weiterhin trat Salóme als Pausenfüller beim diesjährigen isländischen Vorentscheid (Söngvakeppnin 2017) für den Eurovision Song Contest 2017 auf. Dort stellte sie eine neue Single mit dem Titel My Blues vor.

### 2018
Salóme schrieb im Rahmen des Song writing camps der BBC einen Titel für die britische Vorentscheidung für den Eurovision Song Contest 2018. Der von ihr geschriebene Song Crazy wurde von der nordenglischen Interpretin Raya vorgetragen, wurde jedoch nicht gewählt das Vereinigte Königreich zu vertreten. Salóme hat den Titelsong Wildfire zum isländischen Animationsfilm Ploey You Never Fly Alone geschrieben und komponiert. Weiterhin wird sie in einer isländischen Produktion des Phantoms der Oper mitwirken.